# Долматово (Архангельская область)
Долматово — село в Архангельской области (Вельский район). Административный центр Пуйского сельского поселения.

## География
Долматово находится на расстоянии 74 км от районного центра Вельска, в 2 км от трассы М8 (Москва — Ярославль — Вологда — Архангельск). Из Долматова начинается автодорога 86К-287 («Долматово — Няндома — Каргополь — Пудож»).
Часовой пояс
Долматово, как и вся Архангельская область, находится в часовой зоне МСК (московское время). Смещение применяемого времени относительно UTC составляет +3:00.

## История
Долматово впервые упоминается в 1624 году. Было центром Пуйской волости Шенкурского уезда. С 1929 по 1959 год Долматово входило в состав Ровдинского района. С 2006 года — центр Пуйского сельского поселения.

## Население
| 2002 | 2010 | 2012 | 2014 |
| ---- | ---- | ---- | ---- |
| 840  | ↘832 | ↗915 | ↗974 |

## Инфраструктура
В селе есть все основные учреждения культуры, образования и здравоохранения. Также имеются несколько пилорам. Образование — МБОУ Долматовская СОШ № 6. Присутствует ферма СПК «Долматовский» на 200 голов крупного рогатого скота. Есть православный храм Георгия Победоносца Архивная копия от 15 марта 2012 на Wayback Machine с колоколами. Открылся Дом-Музей, расположенный рядом с отделением почты.

## Достопримечательности

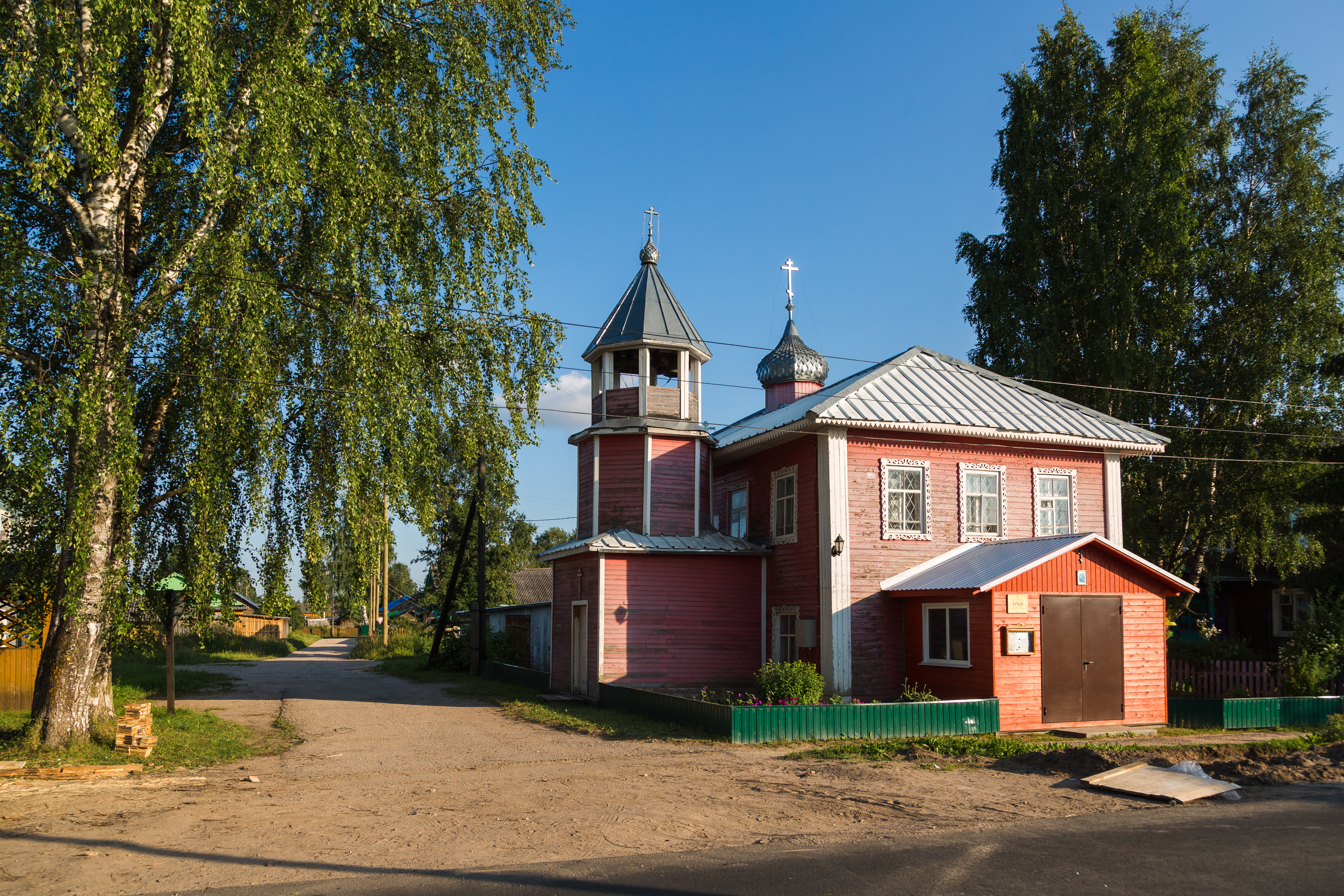
Церковь в 2022 году

В селе расположена Церковь Георгия Победоносца Объект культурного наследия № 2900001027  — расположена в 1998 году в приспособленном двухэтажном деревянном здании, надстроенном главкой и звонницей..

## СМИ
С 2010 года выпускается ежемесячная газета «Пуйский вестник».